# José Javier Pérez Mejía
José Javier Pérez Mejía (Bogotá, 7 de diciembre de 1955) es un economista y militar colombiano, miembro de la Fuerza Aérea de Colombia.
Fue, entre otros cargos, Viceministro de Defensa de Colombia, director de la Escuela Militar de Aviación Marco Fidel Suárez, presidente de la aerolínea comercial estatal Satena y Subdirector de la Aeronáutica Civil.

## Biografía
Nació en Bogotá en diciembre de 1955. Estudió en la Escuela Militar de Aviación Marco Fidel Suárez, en Cali, de donde se graduó en 1976 como piloto militar. Así mismo, es economista de la Universidad Autónoma de Occidente y Administrador Aeronáutico. También tiene estudios de Alta Dirección Empresarial de la Universidad de La Sabana y posee un posgrado en Seguridad Nacional en el Naval Postgraduate School en Monterrey, Estados Unidos.
En su carrera profesional se desempeñó como Subdirector General de la Aeronáutica Civil, Jefe de Operaciones Aéreas de la Fuerza Aérea Colombiana, Comandante del Comando Aéreo de Combate Número 3 en Malambo, Atlántico, Director de la Escuela Militar de Aviación en Cali, Presidente de Satena, Adjunto Aéreo de la Embajada de Colombia en Estados Unidos, Segundo Comandante y Jefe del Estado Mayor de la Fuerza Aérea Colombiana.
En noviembre de 2011 fue designado Jefe del Estado Mayor Conjunto de Colombia, cargo que ocupó hasta 2013, cuando pasó a ser Viceministro de Defensa.

## Honores
Ha sido distinguido con los siguientes honores:
- Medalla de 30 años de servicio.
- Orden de Boyacá en el grado de Gran Oficial.
- Orden al Mérito Coronel Guillermo Ferbusa, categoría Comendador.
- Cruz de la Fuerza Aérea al Mérito Aeronáutico, categoría Gran Oficial.
- Servicio Distinguido Policía Nacional, categoría Comendador 1.ª Vez.
- Orden al Mérito Naval Almirante Padilla, categoría Comendador.
- Medalla de servicios distinguidos en orden público, categoría 2.ª vez.
- Medalla Infantería de Marina.
- Orden del Mérito Militar José María Córdoba, categoría Comendador.
- Medalla de 25 años de servicio.
- La Legión al mérito en el grado de Oficial.
- Medalla Alas Doradas del arma de aviación del Ejército Nacional.